# Abel-Jean-Baptiste Desvignes de Davayé
Pour les articles homonymes, voir Desvignes de Davayé.
Abel-Jean-Baptiste Desvignes de Davayé (8 janvier 1765, Mâcon - 16 mars 1833, Mâcon), est un militaire et homme politique français.

## Biographie
D’une famille ayant donné plusieurs échevins de Mâcon et fils de Pierre-Abel Desvignes de Davayé époux de Marie-Anne de Lamartine d’Hurigny, il entra dans la carrière des armes et était officier de dragons au moment de la Restauration.
Il quitta le service, fut fait chevalier de Saint-Louis et maire de Mâcon en 1815, poste qu’il occupa jusqu’à la révolution de Juillet 1830, et fut élu, au collège de département, député de Saône-et-Loire, le 6 mars 1824. Il siégea au centre et soutint docilement la politique ministérielle.
Conseiller général pour le canton de la Clayette de 1824 à 1831, il sortit de la Chambre aux élections de novembre 1827, après avoir été nommé chevalier de la Légion d’honneur l'année précédente le 29 octobre 1826.
Il épousa Louise Moreau de Bonrepos dont il aura 3 enfants, dont Abel Louis Alexandre Desvignes qui développera son vignoble en pouilly-fuissé autour du domaine familial, le château de Rossan.